# Valdepiélagos
Valdepiélagos er en by og kommune i det centrale Spanien i Madrid-regionen. Den har et indbyggertal på 619 (2024) indbyggere.